# Emmesomyia deemingi
Emmesomyia deemingi este o specie de muște din genul Emmesomyia, familia Anthomyiidae, descrisă de Ackland în anul 1995.
Este endemică în Nigeria. Conform Catalogue of Life specia Emmesomyia deemingi nu are subspecii cunoscute.